# Lizzy (韓國歌手)
朴修映（1992年7月31日—），前藝名Lizzy（리지），韓國女歌手、主持人，韓國女子團體After School第四期成員及子團Orange Caramel跟分隊After School Blue成員。
自After School畢業後，曾一度改藝名為朴修雅（2018年至2019年11月間使用），2019年11月後改以本名活動。

## 經歷
Lizzy的家鄉為韓國釜山，她因為參加當地音樂選秀節目，偶然在後台遇到Pledis娛樂公司的企劃長，被邀請去試音而錄取成為練習生，並於2010年3月加入女團After School出道。
Lizzy出道初期，由於尚未熟悉首爾方言，時常在節目中使用釜山方言，因而有了「方言少女」、「釜山少女」等綽號，使用方言的習慣也廣受喜愛，再加上活潑開朗的個性，於節目中直白而不扭捏造作的表現，使得Lizzy儼然成為了綜藝界的新寵，在當時接下許多綜藝節目的邀約，例如《Happy Together》、《改變世界問答》，並成為《Running Man》的固定成員，但後來因表現不理想而被迫離開主持。
在綜藝節目裡用釜山方言發揮口才活躍的Lizzy也進軍演劇界，於《全部我的愛》、《兒子傢伙們》兩部劇中飾演的角色都有內心苦惱的愛情線，和男主角有眾多對手戲。Lizzy累積一些演戲經驗後，把握機會參加試鏡爭取到《今天的戀愛》與《MOMO髮廊》演出，其中《MOMO髮廊》還是首部擔任女主角的作品。
Lizzy剛加入After School時，最早在〈Bang!〉的歌曲中，歌詞僅有一句，而且是與Nana合唱。直到成員Bekah退隊後，Lizzy才接下了不少後續歌曲的部分。後來Lizzy也開始嘗試獨唱，從電視劇《全部我的愛》片尾曲〈Beautiful Girl〉到Lizzy出道滿一千天推出的歌曲〈Cosmetic〉，隨著音樂作品增加歌唱實力也越來越多人關注。終於，經紀公司給予Lizzy個人發片機會，選擇以Trot（韓國演歌）音樂，在2015年1月23日推出首張數位單曲《不是隨便的女人》，而且採取有別以往的宣傳方式，通過KBS《全國歌唱大賽》錄影，成為史上最初以該節目回歸的Solo歌手。
2018年5月1日下午，Pledis娛樂宣布與Lizzy的合約已於4月30日到期，而Lizzy確定不續約，離開公司及After School。同年7月10日，Lizzy的新經紀公司 Celltrion Entertainment 透露她會以朴修雅（音譯）繼續活動，為免與韓語讀音相同，而同為歌演兩棲藝人的Joy混淆，但公司沒有透露她是否也把本名更換。8月17日起，與洪真英、金度妍（Weki Meki)、車銀優（ASTRO）、P.O（Block B）共同主持《被拍到就死定了：超市戰爭》，是一套於超市購物同時透過相機互相追擊的新概念網絡綜藝節目。
2020年，朴修映透露現時因準備拍攝武打片，而正接受武術訓練。
2021年5月18日晚間，因酒駕撞上計程車而發生車禍，事後透過經紀公司發出道歉聲明，表示會深切反省，絕不再犯，並向大眾致歉。

## 音樂錄影帶
- 2010年： Teen Top〈Clap〉[13]

## 綜藝節目
- 2010年： SBS 《Running Man》 固定成员 (第20－25集) 、嘉宾 （第13－14、18－19、292集）
- 2014年： KBS 《人類的條件》 嘉宾 (第86－88集)
- 2015年： MBC 《亨敦與大俊的HIT制造機》 (第二季) 固定出演 (第6－12集)
- 2015年： MBC 《神秘音樂秀：蒙面歌王》 藝人評審團 （第9－10集) 、參賽者（第45集）
- 2015年： MBC every1  《Weekly Idol》 嘉宾 (第183集)
- 2017年： SBS 《Fantastic Duo 2》 參賽者 （第27－28集)

## 電視劇
- 2011年： MBC 日日劇《全部我的愛》飾演 朴順德 （第64集、第78－210集）[14][15]
- 2012年： MBC 周末劇《兒子傢伙們》飾演 秦宥梨 （第11－50集）[16]
- 2012年： MBC 日日劇《媽媽是什麼》飾演 朴修映（客串）
- 2013年： MBS・TBS 《惡靈病棟》飾演 泰希（第3－4集）[17]
- 2015年： MBC 水木剧《憤怒的媽媽》飾演 王靜熙
- 2018年：MBN 水土劇《馬成的喜悅》飾演 姜松花（客串）（第10集）
- 2018年：oksusu《我在路上撿到了藝人》飾演 世羅
- 2018年：SBS 土曜劇《命運與憤怒》飾演 太正敏
- 2019年：TvN 金曜劇《沒禮貌的英愛小姐17》飾演 羅秀雅
- 2020年：TvN 水木劇《Oh My Baby》飾演 崔孝珠

## 網路電視劇
- 2013年： NATE《放學後 福不福》飾演 Lizzy（客串）

## 網路電影
- 2014年： Naver TV Cast & Gmarket 《MOMO髮廊》 飾演 海尼

## 電影
- 2011年：《白色：詛咒的旋律》飾演 Pure女團成員（客串）
- 2015年：《今天的恋爱》飾演 敏雅[18]
- 2016年：《那天的氛圍》飾演 頌怡（客串）

## 主持
- 2010年9月18日： MBC《音乐中心》特別MC
- 2012年3月15日： Mnet《M!Countdown》特別MC
- 2012年6月27日： MBC《昌原希望演唱會》特別MC (與 Raina)
- 2012年7月17日： MBC Music《Show Champion》特別MC
- 2012年9月3日： Mnet《M!Countdown》特別MC
- 2013年6月20日： Mnet《M!Countdown》特別MC (與 佳恩)
- 2014年3月19日： MBC Music《Show Champion》100集特輯 Photo Wall活動MC
- 2014年4月1日： SBS MTV《The Show》特別MC
- 2014年4月13日： SBS《人氣歌謠》特別MC
- 2014年5月28日： MBC 2014 World Cup Cheering Show "Let's go to brazil" MC
- 2015年1月22日： Mnet《M!Countdown》特別MC
- 2015年1月23日： MBC《音乐中心》特別MC
- 2015年2月7日： MBC《音乐中心》特別MC
- 2015年： Olive TV 《Tasty Road》第六季 MC (與 朴秀真)[19]
- 2015年： KBS 《後繼者》 MC
- 2016年： K Star 《完成夢想》 MC (與 曹世鎬、 崔熙 、許卿煥)
- 2016年： KBS2 《小區大明星》 MC (與 李秀根、洪真英、安所美)
- 2016年： FashionN《拜託了梳妝台2》 MC (與 利特、韩彩英)

## 音樂作品
所屬團體之共同作品，請參閱After School、Orange Caramel

### 單曲
| 單曲 | 單曲資料                                                              | 曲目                                                |
| ---- | --------------------------------------------------------------------- | --------------------------------------------------- |
| 1st  | 首張數位單曲《不是隨便的女人》 - 發行日期：2015年1月23日 - 語言：韓語 | 1. 不是隨便的女人(쉬운여자 아니에요) (feat. 鄭亨敦) |

### 原聲帶
| 發行日         | 專輯                         | 歌曲名稱                       |
| -------------- | ---------------------------- | ------------------------------ |
| 2011年5月9日   | MBC《全部我的愛》OST Part.2  | Beautiful Girl                 |
| 2015年10月19日 | KBS2《無理的前進》OST Part.3 | 플라플라 (Flower) (Feat. 칸토) |
| 2016年2月7日   | MBC《蒙面歌王》45集          | 비밀번호 486 (密碼 486)        |

### 合作
| 發行日         | 歌手名          | 歌曲名       | 備註                                               |
| -------------- | --------------- | ------------ | -------------------------------------------------- |
| 2012年12月17日 | Cupcake Project | Cosmetic     | 與Andup演唱                                        |
| 2012年12月26日 | Mystic White    | 人魚公主     | 與尹寶拉、許嘉允、韓善伙、姜知英組Mystic White合唱 |
| 2014年11月18日 | Yoon Gun        | Chemistry    | 與Zizo參與Yoon Gun的歌曲演唱                       |
| 2015年2月13日  | 朴明洙          | Good bye PMS | 與朴明洙演唱                                       |
| 2015年2月20日  | 真少女          | 年度咒語     | 與G.Na、權昭賢、許齡智組真少女合唱                 |

## 主打歌曲紀錄
| 主打歌曲排名成績 | 主打歌曲排名成績                                  | 主打歌曲排名成績  | 主打歌曲排名成績 | 主打歌曲排名成績 | 主打歌曲排名成績 | 主打歌曲排名成績        | 主打歌曲排名成績 |
| 專輯 | 歌曲                                              | Mnet M! Countdown | KBS 音樂銀行     | MBC 音樂中心     | SBS 人氣歌謠     | MBC MUSIC Show Champion | 備註             |
| 2015年 | 2015年                                            | 2015年            | 2015年           | 2015年           | 2015年           | 2015年                  | 2015年           |
| --- | ------------------------------------------------- | ----------------- | ---------------- | ---------------- | ---------------- | ----------------------- | ---------------- |
| 不是隨便的女人 | 不是隨便的女人                                    | 8                 | 13               | 30               | 31               | 20                      | feat. 鄭亨敦     |
| \| - 「(1)」：兩星期冠軍 - 「[1]」：三星期冠軍 - 「{1}」：四星期冠軍 \| - 「 * 」：打榜中 - 「 」：該段時期未有設立排行榜 \| |                                                   |                   |                  |                  |                  |                         |                  |
| - 「(1)」：兩星期冠軍 - 「[1]」：三星期冠軍 - 「{1}」：四星期冠軍                                                            | - 「 * 」：打榜中 - 「 」：該段時期未有設立排行榜 |                   |                  |                  |                  |                         |                  |

## 註解
1. ↑  Lizzy自己在Running Man第292集擔任嘉賓時透露

## 外部連結
- Lizzy的X（前Twitter） 
- Lizzy的Instagram帳戶 